# Het ultimatum
Het ultimatum is het zestiende stripalbum uit de reeks Lefranc, bedacht en geschreven door Jacques Martin en getekend door Francis Carin met medewerking van Didier Desmit voor de decors en de inkleuring. 
De eerste publicatie was ook meteen het eerste album. Het album werd in november 2004 uitgegeven door uitgeverij Casterman als softcover met nummer 16 in de serie Lefranc. 
Deze uitgave kent verschillende herdrukken, in ieder geval in 2006 en 2017. In 2005 bracht uitgever Concentra Media het album uit als nummer 84 in de stripreeks van Het Belang van Limburg en in de stripreeks van de Gazet van Antwerpen.

## Het verhaal
Journalist Guy Lefranc is met zijn nicht Sofie als fotograaf in Brugge in verband met de diefstal van een doek van Hendrik Terbrugghen, een caravaggist. Professor Van Klint neemt hen mee naar zijn huis, waar ze door het raam getuige zijn van een moord op een Duitse ingenieur die gespecialiseerd was in torpedo's.  Het huis van de professor blijkt een afgeschermde ruimte te hebben en op het dak spotten ze een telescoopantenne.
Lefranc volgt een spoor dat hem naar het Engelse Downhill leidt, waar hij door de moordenaar wordt aangevallen en gered door de Britse geheime dienst. Deze legt hem uit dat ze vrezen dat moderne supertorpedo's de kanaaltunnel zouden kunnen opblazen.
Borg benadert Lefranc telefonisch en waarschuwt hem dat een groep veel geld wil hebben van de Britse en Franse regeringen omdat ze anders de kanaaltunnel zullen opblazen. Iets later ontvangen de regeringen het ultimatum.
De terroristen lanceren als waarschuwing een aantal torpedo's, die blijken te zijn uitgerust met een zelfvernietigingsmechanisme.
Sofie denkt dat het huis van de professor iets met het ultimatum te maken heeft en stelt met een vriendin een onderzoek in. Borg ontmoet de dames en vertelt hen dat de commandopost voor het gebeuren rond het ultimatum zich in Brugge bevindt.
Inmiddels wordt anoniem via internet een losprijs voor het schilderij gevraagd. De eigenaar van het doek betaalt de losprijs en hoopt via toeristische rondleidingen het geld terug te verdienen, waarbij het doek dan - met instemming van professor Van Klint - doorgaat als een echte Caravaggio.
Als Lefranc met de politie bij Van Klint binnenvalt, heeft deze vergif ingenomen en sterft voordat hij alles kon vertellen. Hij wilde in ieder geval rijk worden via het schilderij en het ultimatum.